# Il tesoro degli aztechi
Il tesoro degli aztechi (Naked Gun) è un film del 1956 diretto da Eddie Dew.
È un western statunitense con Willard Parker, Mara Corday e Barton MacLane.

## Trama
Breen Mathews, agente di una compagnia di assicurazioni, deve trasportare dal Messico agli Stati Uniti un tesoro, per consegnarlo a Teresa Morales, ultima discendente di una famiglia di conquistadores. Questi lo avevano trafugato a una tribù azteca per finanziare il rovesciamento del governo messicano, ma uno stregone aveva lanciato una maledizione che graverà sul tesoro fino a che non sarà restituito ai legittimi proprietari. Inconsapevole di questa maledizione, Mathews parte con una diligenza alla ricerca della donna e fa una sosta in un piccolo villaggio del Texas, dove è costretto a mettere al sicuro il tesoro, troppo ingombrante per conservarlo in una cassaforte. Lo lascia nella locale prigione di sicurezza, ma la mattina successiva si accorge che il tesoro è stato rubato e non gli riesce difficile intuire che l'autore del furto è lo sceriffo della piccola cittadina. In un saloon conosce Louisa, di cui si innamora. Dopo molte traversie, riesce a uccidere il giudice e i suoi complici e a rimettere le mani sul tesoro. Tuttavia, d'accordo con la donna, decide di rompere il sortilegio e ripartire, recandosi insieme a lei a restituire il tesoro maledetto alla tribù alla quale era stato sottratto.

## Produzione
Il film fu realizzato da Eddie Dew su una sceneggiatura di Jack Lewis, Ron Ormond e Guy Tedesco. Fu prodotto dallo stesso Ormond tramite la Ron Ormond Enterprises e girato da fine agosto a fine settembre 1956. Il titolo di lavorazione fu The Hanging Judge.

## Distribuzione
Il film fu distribuito con il titolo Naked Gun negli Stati Uniti dal 1º novembre 1956 al cinema dalla Associated Film Releasing Corporation. In Italia fu distribuito nel 1959.
Altre distribuzioni:
- in Svezia il 9 maggio 1960 (Hämndens stad)
- in Finlandia (Salazarin kirous)
- in Grecia (I sfaira mou einai nomos)
- in Italia (Il tesoro degli aztechi)
- negli Stati Uniti (Sarazin Curse)

## Promozione
Le tagline sono:
- GRIM JUSTICE OF THE NAKED GUN
- He lived by the law of 'Shoot to Kill—but Shoot First!'